# ルーサー・ヴァンドロス
ルーサー・ヴァンドロス（Luther Vandross、1951年4月20日 - 2005年7月1日）は、アメリカ合衆国のブラック・コンテンポラリー歌手である。バックアップボーカルでの活動が評判となり、ゲストとしてチェンジ等のアルバムの一部でメインボーカルを担当し、1976年にソロデビューした。フレディ・ジャクソンらとともに、1980年代のいわゆるブラコン（ブラック・コンテンポラリー）の代表歌手の一人であり、作曲家、サウンドクリエイターとしても活動した。2003年脳卒中に倒れ、その後、復帰したものの2005年に亡くなった。54歳だった。
「ローリング・ストーンの選ぶ歴史上最も偉大な100人のシンガー」において第54位。

## 経歴

### 1951年 - 1979年: 若年期から下積み時代
ルーサー・ヴァンドロスこと本名Luther Ronzoni Vandross は、アメリカ合衆国ニューヨーク市マンハッタンで、4人兄弟の2人目の子供として生まれた。
マンハッタンのローワー・イースト・サイドにあるアルフレッド・E・スミス知事ハウスで幼少期を過ごし、3歳からピアノの演奏を始めた。13歳のとき、家族とブロンクス区へ引っ越した。ルーサー・ヴァンドロスの姉であるパトリシア・ヴァンドロスは、ボーカル・グループのクレスツに所属していた 1958年には、楽曲ビルボード・ホット100で 2位となるヒット曲「16 Candles」をだしている。ヴァンドロスが 8歳のとき、父親が病死した。ヴァンドロスは、高校生グループ Shades of Jade のメンバーとして一度ハーレムのアポロ・シアターでも演奏した。ヴァンドロスは、シアター・ワークショップにも所属して、シングル「Only Love Can Make a Better World」と「Listen My Brother」を発表し、1969年11月のセサミストリートに出演した。
ヴァンドロスが次のヒットにクレジットされるのは、1972年のロバータ・フラックのアルバムである。また、パティ・ラベル・ファンクラブの創設者でもある。デロアス・ホールの 1973年のアルバムで、ヴァンドロスは自身が書いた曲「Who's Gonna Make It Easier for Me」を歌っている。他に、楽曲「In This Lonely Hour」も提供している。デヴィッド・ボウイと共作した楽曲「ファスシネイション」(Fascination) は、1974年9月に発表されたボウイのアルバム『ヤング・アメリカンズ』に収録され、ヴァンドロスもバック・ボーカルとして参加している。ヴァンドロスが書いた曲「Everybody Rejoice」は、1975年のブロードウェイ・ミュージカル『ザ・ウィズ』と、その映画化『ウィズ』で聞くことができる。
ヴァンドロスは、ダイアナ・ロス、ロバータ・フラック、ゲイリー・グリッター、カーリー・サイモン、チャカ・カーン、トッド・ラングレンのユートピア、ドナ・サマー、ベット・ミドラー、シック、バーブラ・ストライサンド、デヴィッド・ボウイらのバック・ボーカルを務めた。
70年代後半、ヴァンドロスは 5人組グループであるルーサーのメンバーとして、Cotillion Recordsと契約し、比較的成功したシングル「It's Good for the Soul」、「Funky Music (Is a Part of Me)」、「The Second Time Around」と、アルバム『Luther』（1976年）、『This Close to You』（1977年）を発表したが、アルバムはセールス・チャートに入るほどは売れなかった。Cotillion Records がグループとの契約を切った後、ヴァンドロスはアルバムの版権を買い戻した。
ヴァンドロスは 1970年代後半から1980年代前半までに、ヒット・シングルに貢献し、1970年代後半には人気セッション・シンガーとしての地位を築いた。
Greg Diamond's Bionic Boogie というディスコ・バンドの曲「Hot Butterfly」で、ルーサーはリード・ボーカルを歌った。ルーサーは、Soiree というバンドでも「You Are the Sunshine of My Life」のリード・ボーカルを歌い、ジャクソン・ブラウンやシャロン・レッドのアルバムでバック・ボーカルを務めた。ルーサーがリード・ボーカルを歌った Mascara LP というグループの曲「See You in L.A.」は、1979年に発表された。

### 1980年 - 1990年/全盛期
長い下積み時代が続くルーサー・ヴァンドロスは、フランス系イタリア人プロデューサーのジャック・フレッド・ペトラスが生んだポップ・ダンス・アクトのチェンジに、歌手として迎えられた。1980年のヒット「A Lover's Holiday」と「The Glow of Love」、「Searching」でヴァンドロスはボーカルを務めた。ヴァンドロスは「The Glow of Love」を気に入っていて、後の 2001年に Vibe Magazine から受けたインタビューでは「私がこれまで人生において歌った中で、もっとも美しい曲」と語っている。ヴァンドロスは、チェンジの 1981年のアルバム『Miracles』も当初は参加予定だったが、金銭面でペトラスと折り合いがつかず、参加しなかった。ヴァンドロスのその判断は同年のエピック・レコードとの契約につながったが、『Miracles』やペトラスの新しいダンス・アクト The B. B. & Q. band にもバック・ボーカルとしては参加した。その忙しい同じ年、ソロとしてはデビュー・アルバムとなる『Never Too Much』を発表した。ヴァンドロス自身が書いた曲「Never Too Much」は、R&B チャートで 1位を記録した。またバート・バカラックとハル・デヴィッド作のバラード「A House Is Not a Home」（オリジナルはディオンヌ・ワーウィック）もヒットした。この頃より、ベーシストのマーカス・ミラーと共同制作するようになり、ミラーはヴァンドロスの数多くの作品でプロデュースを務めた。『Never Too Much』は、ヴァンドロスの高校時代のクラスメイトであるナット・アダレイ・ジュニアがアレンジを行った。
1980年代にヴァンドロスは成功した R&B アルバムを発表し続けながら、1982年の Charme というグループにゲスト・ボーカルとして参加するなどの、セッション・ミュージシャンとしての仕事を続けた。ヴァンドロスの初期のアルバムのほとんどは、ポップ・チャートよりも、R&B チャートで大きなヒットとなった。ヴァンドロスは 1980年代に 2曲のビルボード R&B チャートでのナンバー 1 ヒットを発表していて、1986年の「Stop to Love」と、グレゴリー・ハインズとのデュエットの「There's Nothing Better Than Love」である。ヴァンドロスは、アレサ・フランクリンのゴールド・ディスクであるアルバム『Jump to It』のプロデューサーを務めた。そして、次作となる 1983年の『Get It Right』のプロデューサーも務めたが、期待はずれに終わった。1983年には、ディオンヌ・ワーウィックのアルバム『How Many Times Can We Say Goodbye』のプロデュースも務め、デュエットで参加したタイトル曲はホット 100で 27位（R&B チャートで 7位、アダルト・コンテンポラリで 4位）を記録した。
1985年、ルーサー・ヴァンドロスはテレビ番組『スター・サーチ』で、出場者のジミー・サルベミーニ(Jimmy Salvemini)の才能に目をつけた。ヴァンドロスは、サルベミーニのアルバムを制作した。アルバムが完成した直後である 1986年1月12日、ヴァンドロスの運転する車に、ジミー・サルベミーニと兄のラリーが乗っている状態で衝突事故が発生した。事故により、ラリー・サルベミーニは亡くなり、ヴァンドロスとジミー・サルベミーニは生き残った。サルベミーニ家はヴァンドロスに対して訴訟を起こし、結果的に70万ドルをヴァンドロスがサルベミーニ家へ支払うことで示談となった。サルベミーニのアルバム『Roll With It』は、翌年発売された。
1989年のコンピレーション・アルバム『The Best of Luther Vandross... The Best of Love』に収録されたバラード「Here and Now」は、ビルボード・ポップ・チャートで初めてのトップ10ヒットとなり、最高6位まで上昇した。そして、第33回グラミー賞で最優秀男性R&B歌唱賞を受賞し、初めてのグラミー賞受賞となった。

### 1991年 - 2002年/安定期
1990年代に発表したアルバム達は、立て続けに成功した。まず、1991年に発表したアルバム『Power of Love』は、ポップ・チャートでトップ 10 ヒットを 2曲生み出し、「Power of Love/Love Power」が第34回グラミー賞で最優秀男性 R&B 楽曲賞を受賞した。1992年の映画『モー・マネー』で使われたジャネット・ジャクソンとのデュエット曲「The Best Things in Life Are Free」は、ポップ・チャートでトップ 10 ヒットとなった。
1993年にはロバート・タウンゼンドの映画『スーパーヒーロー・メテオマン』で、殺し屋の役を演じた。11月に発売されたフランク・シナトラのアルバム『Duets』で「The Lady Is a Tramp」をデュエットした。
1994年に発表したマライア・キャリーとのデュエット曲「エンドレス・ラブ」（ライオネル・リッチーとダイアナ・ロスのカバー）では、またトップ 10 ヒットとなった。なお、ヴァンドロスは 1981年から 1994年までの間、毎年 R&B チャートでトップ 10 ヒットを記録している。1997年には、3回目のグラミー賞獲得となる第39回グラミー賞の最優秀男性 R&B 歌唱賞を「Your Secret Love」で受賞した。
2回目のグレイテスト・ヒッツ・アルバムを 1997年に発表した後、エピック・レコードからヴァージン・レコードへ移り『I Know』を発表した。しかしセールス面では失敗に終わった（彼のオリジナルアルバムとしては唯一プラチナディスク（全米セールス100万枚以上）を逃し、またBillboard R&Bチャートでトップ3を逃したのも唯一である）。この1枚のみでヴァージンとの契約を解消。クライヴ・デイヴィスのレーベルである J Records と契約し、2001年に『Luther Vandross』を発表した。

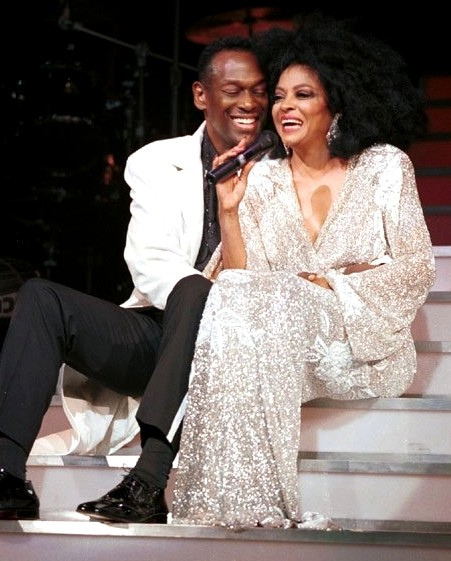
ルーサー・ヴァンドロス（左）。ダイアナ・ロス（右）と（2000年）

また、マイケル・ジャクソンとも親交が深く、2001年9月10日に行われた「マイケルジャクソン30周年記念コンサート」に出演し、アッシャー、98°と共に「Man In The Mirror」を披露した。しかし、その翌日、アメリカ同時多発テロ事件が起き、それに衝撃を受けたマイケルはチャリティーソングとして「What More Can I Give」を企画し、マライア・キャリー、セリーヌ・ディオン、ジャスティン・ティンバーレイクやグロリア・エステファンといった大物アーティストと共に参加した。

### 2003年 - 2005年: 病気と死
2003年に、ヴァンドロスはアルバム『Dance With My Father』を発表した。そのタイトル曲は、亡き父との幼い頃にダンスした思い出がテーマになっているもので、共作者のリチャード・マークスとともに、第46回グラミー賞で最優秀楽曲賞を受賞した。また、この曲は同時に 4回目となる最優秀男性 R&B 歌唱賞を受賞した。アルバムは、Billboard 200（総合アルバムチャート）で初めてとなる 1位を記録した。グラミー賞で初の最優秀R&Bアルバム賞に輝き、またビヨンセとのデュエット「The Closer I Get to You」（ダニー・ハサウェイ&ロバータ・フラックのカバー）も最優秀R&Bデュオ/グループ賞を受賞した。アルバムからの 2nd シングル「Think About You」は、2004年のアーバン・アダルト・コンテンポラリ・ソングで 1位に輝いた。
ヴァンドロスは糖尿病と高血圧を患っていて、それらは遺伝で引き継がれたものだった。2003年4月16日、ヴァンドロスはマンハッタンの自宅で、脳卒中にて倒れた。倒れたときは、アルバム『Dance With My Father』にボーカルを録音し終えたばかりだった。アルバムの制作は、1989年から交流が続いているポップ・スターのリチャード・マークスが手伝った。『Dance With My Father』は、ヴァンドロスにとって最初で最後の初登場 1位記録作品となった。このアルバムは、アメリカ合衆国だけで 300万枚売れ、タイトル曲は 2004年にグラミー賞の最優秀楽曲賞を獲得した。
2004年のグラミー賞では、ヴァンドロスはビデオテープで最優秀楽曲賞の受賞コメントを話した。「僕がさよならを言うときでも、永遠ではないでしょう。なぜなら僕は愛の力 (Power of Love) を信じているから。」テレビ番組『オプラ・ウィンフリー・ショー』での例外を除くと、ヴァンドロスは二度と人前に現れることはなくなった。
ヴァンドロスは、2005年7月1日にニュージャージー州のエジソンで、54歳で亡くなった。死因は心筋梗塞だった。
葬儀はニューヨーク市にて 2005年7月8日に行われた。葬儀には、親友のスティーヴィー・ワンダーをはじめ、アレサ・フランクリン、ディオンヌ・ワーウィック、パティ・ラベル、アッシャー、アリシア・キーズ、シシー・ヒューストン(ホイットニー・ヒューストンの母)等、大物アーティストが参列した。2日後、ニュージャージー州のジョージ・ワシントン共同墓地に埋葬された。

## 代表曲
- "Glow of Love" (Change 名義)
- "Never Too Much"
- "A House Is Not a Home"
- "Give Me The Reason"
- "Any love"
- "Endless Love"（マライア・キャリーとのデュエット）
- "Dance with My Father"

## ディスコグラフィ
- ネヴァー・トゥー・マッチ - Never Too Much （1981年）
- フォーエバー・ラブ - Forever, For Always, For Love （1982年）
- ビジー・ボディ - Busy Body （1983年）
- マンハッタン・ナイト・ラブ - The Night I Fell in Love （1985年）
- ギブ・ミー・ザ・リーズン - Give Me the Reason （1986年）
- エニー・ラブ - Any Love （1988年）
- パワー・オブ・ラブ - Power of Love （1991年）
- 愛はミラクル - Never Let Me Go （1993年）
- ソングス - Songs （1994年） - カバーアルバム
- ラヴ・クリスマス - This Is Christmas （1995年）
- 愛の秘密 - Your Secret Love （1996年）
- アイ・ノー - I Know （1998年）
- ルーサー・ヴァンドロス - Luther Vandross （2001年）
- ダンス・ウィズ・マイ・ファーザー - Dance With My Father （2003年）
- ライヴ・アット・ラジオ・シティー・ミュージック・ホール - Live 2003 at Radio City Music Hall （2003年）

### ベストアルバム
- ベスト・オブ・ルーサー・バンドロス - The Best of Luther Vandross... The Best of Love （1989年）
- ザ・ベスト2 - One Night with You: The Best of Love, Volume 2 （1997年）
- オールウェイズ&フォーエバー〜ザ・クラシックス - Always & Forever: The Classics （1998年）
- スーパー・ヒッツ - Super Hits （2000年）
- エッセンシャル・ルーサー・ヴァンドロス - The Essential Luther Vandross （2003年）
- ルーサー・ヴァンドロス ベスト・コレクション - Artist Collection: Luther Vandross （2004年）
- パーフェクト・ベスト - The Ultimate Luther Vandross （2006年）
- エッセンシャル・ミックス - Essential Mixes （2010年）

## 受賞歴
| グラミー賞 |                                          |                                                                   |          |            |
| 年         | 部門                                     | 作品名                                                            | ジャンル | 結果       |
| 1982       | 最優秀新人賞                             | —                                                                 | 共通     | ノミネート |
| 1982       | 最優秀 R&B 歌唱賞 - 男性                 | Never Too Much                                                    | R&B      | ノミネート |
| 1983       | 最優秀 R&B 歌唱賞 - 男性                 | Forever, For Always, For Love                                     | R&B      | ノミネート |
| 1986       | 最優秀 R&B 歌唱賞 - 男性                 | The Night I Fell in Love                                          | R&B      | ノミネート |
| 1987       | 最優秀 R&B 歌唱賞 - 男性                 | Give Me the Reason                                                | R&B      | ノミネート |
| 1987       | 最優秀 R&B 楽曲賞                        | Give Me the Reason (shared with Nat Adderley, Jr.)                | R&B      | ノミネート |
| 1989       | 最優秀 R&B 歌唱賞 - 男性                 | Any Love                                                          | R&B      | ノミネート |
| 1989       | 最優秀 R&B 楽曲賞                        | Any Love (shared with Marcus Miller)                              | R&B      | ノミネート |
| 1990       | 最優秀 R&B 歌唱賞 - 男性                 | She Won't Talk to Me                                              | R&B      | ノミネート |
| 1991       | 最優秀 R&B 歌唱賞 - 男性                 | Here and Now                                                      | R&B      | 受賞       |
| 1992       | 最優秀 R&B 歌唱賞 - 男性                 | Power of Love                                                     | R&B      | 受賞       |
| 1992       | 最優秀 R&B 楽曲賞                        | Power of Love/Love Power (shared with Marcus Miller & Teddy Vann) | R&B      | 受賞       |
| 1992       | 最優秀 R&B 歌唱賞 - デュオ/グループ      | Doctor's Orders (shared with Aretha Franklin)                     | R&B      | ノミネート |
| 1993       | 最優秀 R&B 歌唱賞 - デュオ/グループ      | The Best Things in Life Are Free (shared with Janet Jackson)      | R&B      | ノミネート |
| 1994       | 最優秀 R&B 歌唱賞 - 男性                 | How Deep Is Your Love                                             | R&B      | ノミネート |
| 1995       | 最優秀ポップ歌唱賞 - 男性                | Love the One You're With                                          | ポップス | ノミネート |
| 1995       | 最優秀ポップ・コラボレーション歌唱賞     | Endless Love (shared with Mariah Carey)                           | ポップス | ノミネート |
| 1995       | 最優秀 R&B 歌唱賞 - 男性                 | Always and Forever                                                | R&B      | ノミネート |
| 1995       | 最優秀 R&B アルバム賞                    | Songs                                                             | R&B      | ノミネート |
| 1997       | 最優秀 R&B 歌唱賞 - 男性                 | Your Secret Love                                                  | R&B      | 受賞       |
| 1997       | 最優秀 R&B 楽曲賞                        | Your Secret Love (shared with Reed Vertelney)                     | R&B      | ノミネート |
| 1998       | 最優秀 R&B 歌唱賞 - 男性                 | When You Call On Me / Baby That's When I Come Runnin'             | R&B      | ノミネート |
| 1999       | 最優秀 R&B 歌唱賞 - 男性                 | I Know                                                            | R&B      | ノミネート |
| 1999       | 最優秀 R&B 歌唱賞 - 男性                 | I Know                                                            | R&B      | ノミネート |
| 2003       | 最優秀トラディショナル R&B 歌唱賞 - 男性 | Any Day Now                                                       | R&B      | ノミネート |
| 2004       | 最優秀楽曲賞                             | Dance with My Father (shared with Richard Marx)                   | 共通     | 受賞       |
| 2004       | 最優秀 R&B アルバム賞                    | Dance with My Father                                              | R&B      | 受賞       |
| 2004       | 最優秀 R&B 歌唱賞 - デュオ/グループ      | The Closer I Get to You (shared with Beyonce)                     | R&B      | 受賞       |
| 2004       | 最優秀 R&B 歌唱賞 - 男性                 | Dance with My Father                                              | R&B      | 受賞       |
| 2004       | 最優秀 R&B 賞                            | Dance with My Father (shared with Richard Marx)                   | R&B      | ノミネート |
| 2007       | 最優秀 R&B 歌唱賞 - 男性                 | Got You Home                                                      | R&B      | ノミネート |

## その他
- 2005年9月、ルーサーを追悼するトリビュート・アルバム『So Amazing: An All-Star Tribute to Luther Vandross』が発売された。この中からビヨンセ&スティーヴィー・ワンダーの「So Amazing」、アレサ・フランクリンの「House Is Not a Home」がグラミー賞を受賞した。他にエルトン・ジョン、パティ・ラベル、セリーヌ・ディオン、メアリー・J.ブライジ、アッシャーら多数のスターがルーサーの代表曲をカバーしている。
- ハンバーガーのバンズの代わりにドーナツでパテを挟んだ料理を好んだとされ（一説には彼が発明したとも言われる）、彼にちなんでルーサー・バーガーと呼ばれることがある。